# Альвы
А́львы (др.-сканд. álfar), а́льбы (др.-в.-нем. alben), э́льбы (ср.-в.-нем. Elbe), э́льфы (др.-англ. ælfen) — в германо-скандинавской мифологии духи природы, реже классифицируемые как мужские духи предков или род богов. В «Эдде» альвы представляют собою самостоятельную группу мифологических полубожественных существ, наиболее близко стоящую к богам-асам, а также двергам. Под влиянием кельтов на основе представлений об альвах развились сказания об эльфах.

## Этимология
Первоначально слово альв могло означать «белая туманная форма» (нем. weisse Nebelgestalt), «светлая форма» (нем. lichte Gestalt) или же «художник» (нем. Künstler). По-видимому, álfr имеет индоевропейские корни со значением «белый, ясный, светящийся» (например, латинское albus или греческое άλφός). Считается, что в свою очередь географические названия Альпы, Альбион и Эльба происходят от слова альв.

## Альвы в «Старшей Эдде»
В «Старшей Эдде» асы и альвы часто называются вместе как совокупное воплощение высших существ в целом: этот рефрен — æsir ok álfar — встречается в её текстах пять раз. В целом же сведения о альвах очень фрагментарны:
- из «Речей Альвиса» можно узнать, что у них был собственный язык, отличный от языка богов, людей, ванов, двергов, великанов и обитателей Хельхейма[12][13], а в «Речах Сигрдривы» говорится, что альвы имели и свои руны[14],
- в «Речах Высокого» упомянут резавший руны альв Даин[15] (не считая Вёлунда, это единственный упомянутый по имени представитель своего рода)[8],
- в «Речах Вафтруднира» солнце названо Альврёдуль — «колесом альвов»[16][17] (либо «сиянием альвов»[18]),
- в «Речах Гримнира» говорится, что Альвхейм — жилище альвов — «был Фрейром получен от богов на зубок»[19],
- в «Поездке Скирнира» Фрейр сетует, что против его брака с великаншей Герд были все асы и альвы[20],
- в «Перебранке Локи» альвы пируют с асами гостях у Эгира, в то время как Локи, перессорившийся с теми и другими, называет присутствующего бога-скальда Браги самым трусливым из асов и альвов, а богиню Фрейю обвиняет в том, что каждый из асов и альвов был её любовником[21],
- в «Речах Фафнира» сказано, что одни норны происходят от асов, другие — от альвов, а остальные — от двергов[22][23].

В «Прорицании вёльвы» при перечислении карликов (двергов) упомянуты Альв, Виндальв и Гандальв, имена которых указывают на их близость к группе альвов. Последний из них известен также как один из персонажей романа «Властелин колец» и его экранизации — Гэндальф, дословно: «магический альв».
Кроме главного героя «Песни о Вёлунде», нет иных важных фигур, причисляемых к альвам; при этом, хотя Вёлунд там и называется «властителем альвов», у него отсутствует какая-либо прямая связь с этим родом. В других источниках, основанных на древнеанглийской или древненемецкой традиции, персонажи сходные с Вёлундом (Wayland the Smith или Велент из «Саги о Тидреке Бернском»), не имеют ничего общего с альвами.

## Альвы в «Младшей Эдде»

### Светлые, тёмные и чёрные альвы

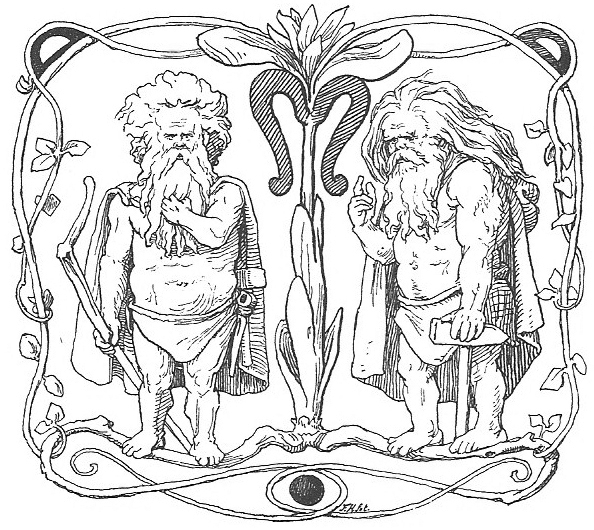
Возможно, дверги — это тоже альвы

Чтобы придать своему повествованию определённый порядок, автор «Младшей Эдды» Снорри Стурлусон — самостоятельно или опираясь на недошедшие до нас источники — разделил альвов на три категории: светлые (др.-сканд. Ljósálfar), тёмные (др.-сканд. Døkkálfar) и чёрные (др.-сканд. Svartálfar). Ориентиром для такой систематизации послужили, по всей видимости, христианские представления об ангелах и бесах, которые он перенёс на языческие легенды, подчеркнув разницу между светлыми и тёмными альвами: 

«Немало там (на небе) великолепных обиталищ. Есть среди них одно — Альвхейм. Там обитают существа, называемые светлыми альвами. Темные альвы живут в земле, у них иной облик и совсем иная природа. Светлые альвы обликом своим прекраснее солнца, а темные — чернее смолы.»
В целом, в «Младшей Эдде» не прослеживается различия между тёмными и чёрными альвами (последние упоминаются в тексте всего один раз), а обе эти группы схожи и даже, скорее всего, идентичны с двергами. Для Стурлусона, по-видимому, не существовало чёткого разделения между альвами и двергами, и он, вероятно, причислял карликов к роду альвов. С другой стороны, кроме «Младшей Эдды» нет иных письменных источников, где бы вообще присутствовало какое-то различие внутри этого рода.

### Альвхейм
В «Старшей Эдде» сказано, что Альвхейм является подарком асов Фрейру (и с тех пор является его резиденцией), а согласно Стурлусону в Альвхейме живут светлые альвы. Из этих противоречивых сообщений делается вывод (не подтверждённый ни одним другим источником), что Фрейр и альвы могут быть между собой как-то связаны. Альвхеймом называли и реальную географическую область между устьями рек Гёта-Эльв и Гломма (на территории современных Швеции и Норвегии), где – как считалось – жили более справедливые (и цивилизованные) люди, породившие ассоциацию с альвами.
Ещё более запутанной выглядит мифическая карта «Эдды» после сообщения в тексте «Видения Гюльви», что светлые альвы живут в настоящее время на третьем, самом высоком, небе Видблайн (более нигде не упоминаемом).

### Иные сведения
Альвы называются в «Младшей Эдде» («Видение Гюльви», 17) народом. Вместе с тем, легенда, гласящая, что изначально карлики были червями в мясе Имира, которым боги дали сознание и человеческий облик, относится лишь к тёмным альвам; о происхождении светлых ничего не сообщается.
В «Языке поэзии», являющимся своего рода пособием начинающим поэтам, Стурлусон поясняет, что не возбраняется использовать для кеннингов человека имена альвов.
В «Списках имён», стихотворном приложении к «Младшей Эдде», упомянут некий великан Хундальв — «собачий альв».

## Альвы в других письменных источниках
Образы альвов также можно встретить и в произведениях скальдов. Так в «Саге о Тидреке Бернском» отцом конунга Хёгни (известного как Хаген из цикла сказаний о Нибелунгах) является некий альв, а в «Саге о Греттире» один из её героев Халльмунд с гордостью вспоминает, как он уничтожал нечистую тварь — альвов, турсов и троллей.
У скальдов есть упоминание и женщины-альва (др.-сканд. álfkona), по просьбе которой главный герой «Саги о Хрольве Пешеходе» помогает разрешиться от бремени её дочери и получает в награду волшебное кольцо. В созданной предположительно в XVI веке поэме «Предваряющая песнь» тёмные альвы и дверги, по-видимому, рассматриваются как различные существа.
Нередко слово «альв» употреблялось в скальдической поэзии для составления кеннингов, например:
- «альв корабля» — так обозначается Эгиль Дурачина, один из героев анонимной висы XIII—XIV веков[3],
- «северный альв сельдей битвы» — «воин» (ярл Хакон в «Саге об «Олаве сыне Трюггви»)[1],
- «альв битвы» — «воин» (конунг Ёрмунрекк в «Драпе о Рагнаре»)[44].

## Альвы в народных верованиях

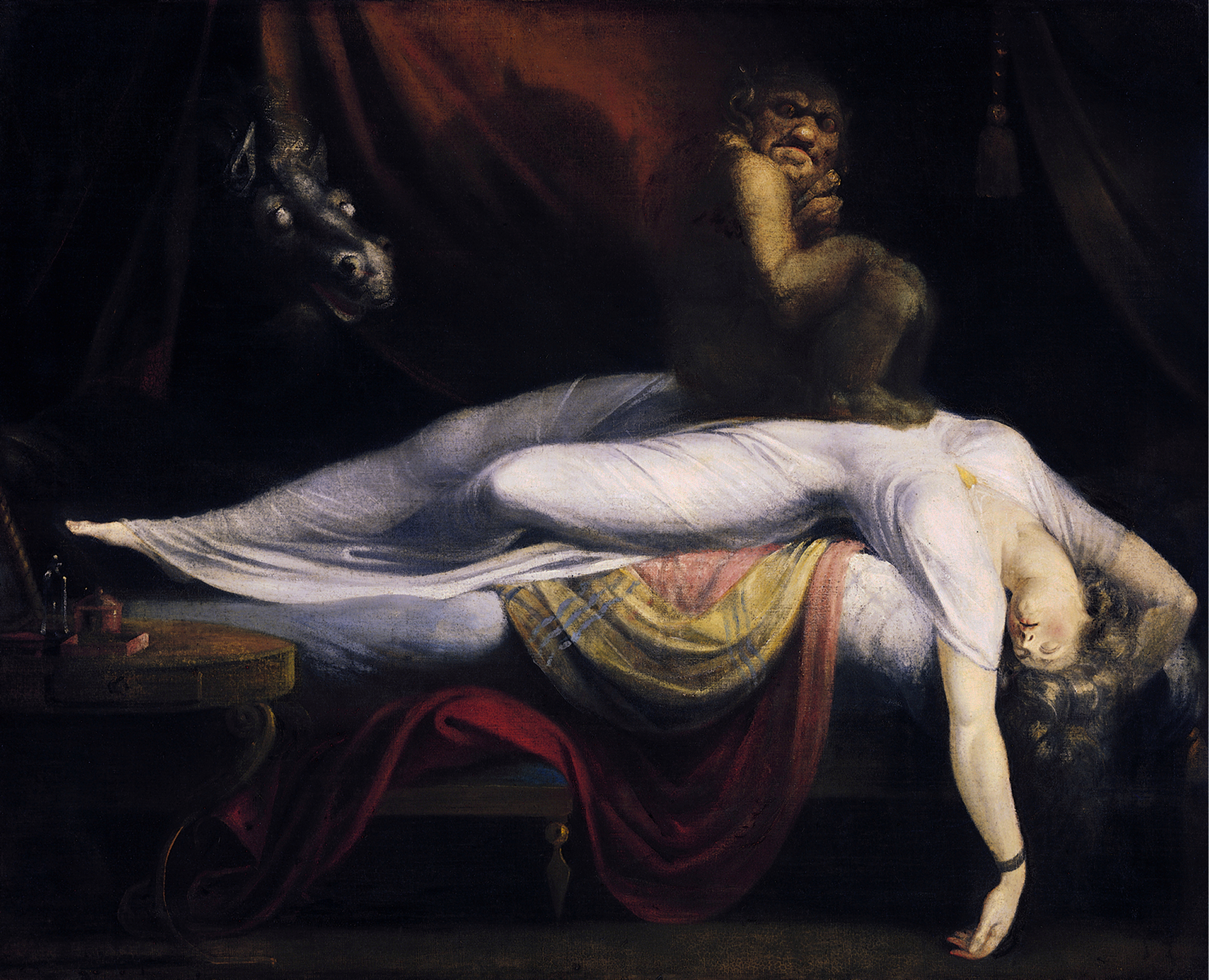
Альб, вызывающий ночной кошмар

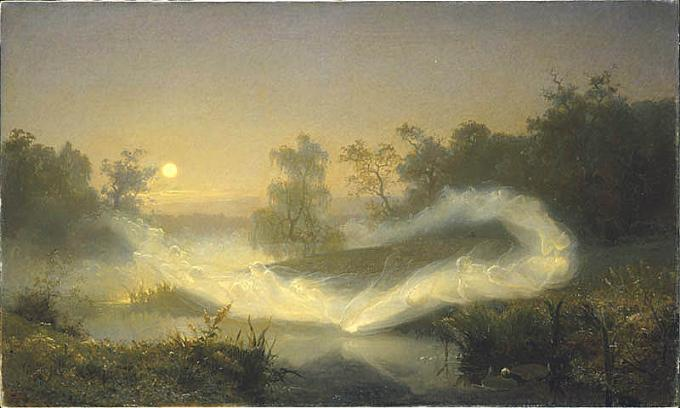
Вера в эльфов берёт свои истоки в альвах

Исландский скальд Сигватур Тоурдарсон (др.-в.-нем. Sighvatur Þórðarson) рассказывал о языческом ритуале álfablót (жертвоприношения альвам), практиковавшемся в начале XI-го века на территории Вестергётланда (аналогичное свидетельство, относящееся к Исландии XIII-го века можно встретить и в главе 22 «Саги о Кормаке»). Приношения жертв альвам (культ которых сливался с поклонением духам-предкам) должны были способствовать здоровью всего рода и рождению новых потомков и являлись, таким образом, обменом дарами с потусторонним миром. В этих представлениях в альвов превратились положенные в поминальные курганы умершие, присматривающие ныне за родовыми землями.
Любовные связи между людьми и альвами способны приносить потомство: например, альвом был отец конунга Хёгни. Эта близость и кровное родство подчёркивались и в многочисленных именах, носивших в своей основе слово альв-альб-эльф, которые германские народы давали своим детям: ещё древнеримский историк Тацит упоминал в «Германии» некую провидицу Альбруну (что в переводе означает «наделённая знанием альбов» или «доверенная подруга альбов»). Также многие исторические фигуры связаны с альвами своими именами: среди них основатель и первый правитель королевства лангобардов в Италии Альбоин («друг альбов») или английский король Альфред Великий («советник альвов»).
Сходные поверья существовали и в Германии: согласно им эльбы и, особенно, их женские представители (для сравнения: альвы представлялись, как правило, мужскими духами) считались необычайно красивыми созданиями, способными принимать любой облик, но среди людей они появлялись, как правило, ростом с человека. Они любили дразнить и издеваться над людьми (не принося, правда, при этом серьёзного вреда), но сами не терпели от них ответных насмешек. Иногда эльбы прибегали к помощи людей при рождении своих детей (при этом несколько часов, проведённых в их жилище, оборачивались годами по человеческим меркам). В знак благодарности они могли привести назад затерявшееся домашнее животное, преподнести подарок или излечить от недуга. Эльбы не переносили запаха чеснока, валерианы и других сильно пахнущих растений, равно как и звона церковных колоколов, а фабрики и мастерские заставляли их переселяться в более спокойные, нетронутые цивилизацией места, забирая с собою счастье и благополучие бывшей родины.
С принятием христианства в Скандинавии в народных представлениях альвы трансформировались в злых демонических духов, способных насылать болезни. Они могли делаться невидимыми, проходить сквозь все закрытые двери, тихо, незаметно подбираться и подкладывать вместо ребенка подменыша. Существовало поверие, что для альвов не существовало преград и они могли вредить спящему, если тот перед отходом ко сну не осенил себя крестным знамением. По другой версии альвами  стали ангелы, оставшиеся нейтральными во время восстания Люцифера против Бога.
Вера в альвов дожила до наших дней: теперь они сверхъестественные существа в облике скрытых людей или фей. Фольклорный образ ночного демона альба, садящегося на грудь спящего и вызывающего кошмарные сновидения, очевидно, тоже имеет общие корни с родом альвов. Кроме того, к альвам восходят представления об эльфах, духах низшей мифологии германских народов, которых нередко также делят на светлых и тёмных.

## Альвы в современной литературе
Альвы упоминаются в произведениях жанра фэнтези, однако зачастую авторы интерпретируют их происхождение, сущность и место в мире совершенно иначе, чем это представлено в исходных мифах (см., например, Ник Перумов, «Тысяча лет Хрофта», «Гибель Богов»). В фантастическом цикле Александра Бушкова «Мамонты» альвами называют вымирающую древнюю расу (по некоторым данным переживала расцвет в каменноугольный период), предшествующую человеку, и за 30 000 лет до н. э. лишившуюся своих городов. Альвы Бушкова частью портят жизнь людям, устраивая масштабные катастрофы, частью встраиваются в общество. Повинны в уничтожении нескольких цивилизаций. Для борьбы с ними создан отряд путешественников во времени под «крышей» лейб-гвардии саперного батальона. Про жизнь альвов можно прочитать и в произведении Бернхарда Хеннена и Джеймса Салливана «Последний эльф. Во власти Девантара.».

## Интерпретации и мнения

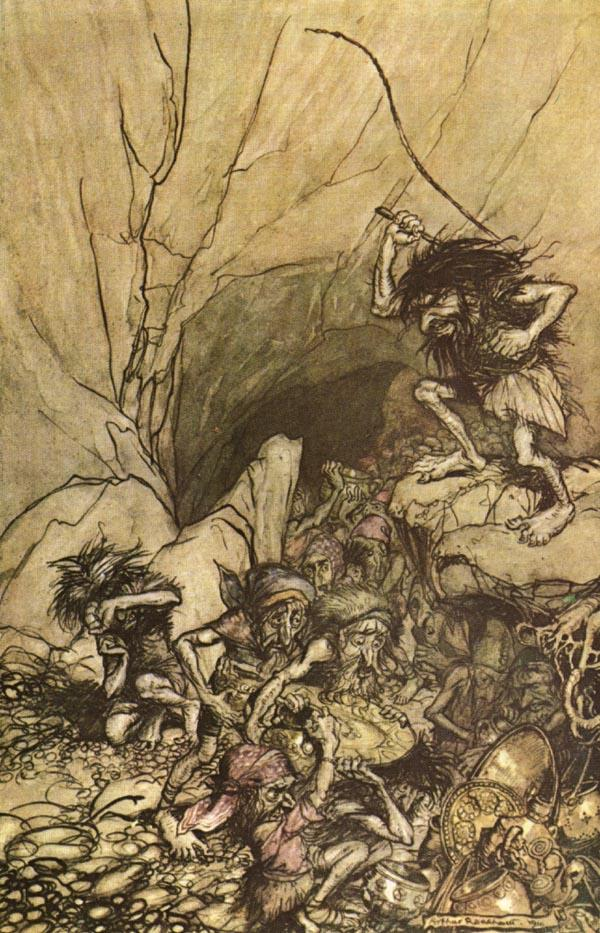
Черные альбы в «Кольце нибелунга»

Альвы могли выступать мужскими аналогами дис (это поддерживается и последователями движения Асатру), а также быть близкими ванам, что указывает на их высокое положение в мифологической иерархии скандинавов, более значительное, чем у эльфов более поздних верований. Возможно, в разделении альвов на светлых и тёмных присутствуют два их аспекта: они мертвые и в то же время обеспечивающие плодородие, они красивые и отвратительные одновременно. Есть попытка представить альвов изначально как духов воздуха, имеющих общие корни с ведийскими рибху, а их разделение на светлых, тёмных и чёрных лишь как проявление различных метеорных явлений.
По другой точке зрения альвы были природными божествами, почитаемыми в водоёмах, лесах и на холмах, но в более поздней христианизированной интерпретации Стурлусона они были классифицированы в три группы, отнесённые соответственно к ангелам и демонам.
По мнению советского филолога и историка культуры Мелетинского первоначально альвы могли олицетворять души мёртвых. Он же относил часто употребляющиеся в «Эдде» связки «асы — альвы» к близнечным семантическим парам типа «руки — ноги».
Некоторые исследователи усматривали в альвах и ётунах мифическое отображение кельтских племен (а в ванах — славян), однако уже немецкий филолог Якоб Гримм отмечал, что образы асов, ванов и альвов отличаются мистическим характером, и из них довольно тяжело извлечь какое бы то ни было историческое значение.
Нет прямых указаний в эддических и скальдических текстах о дальнейшей судьбе альвов. По-видимому, в Рагнарёк, последней битве между богами и хтоническими чудовищами, светлые альвы примут участие на стороне первых и погибнут. По другому мнению, после гибели мира они останутся жить на своём небе Видблайн.
Упоминание светлых (нем. Lichtalben) и чёрных альбов (нем. Schwarzalben) можно встретить в тетралогии «Кольцо нибелунга» Рихарда Вагнера, который отнёс к первой группе богов во главе с Вотаном, а ко второй — гномов-нибелунгов.